# ان‌جی‌سی ۷۰۷۵
ان‌جی‌سی ۷۰۷۵ (انگلیسی: NGC 7075) یک کهکشان بیضوی با انتشار رادیویی است که در فاصله حدود ۲۹۰ میلیون سال نوری از زمیت در صورت فلکی درنا قرار دارد. کهکشان NGC 7075 توسط اخترشناس جان هرشل در ۴ سپتامبر ۱۸۳۴ کشف شد.